# Michael S. Batts
Michael S. Batts (Michael Stanley Batts, * 2. August 1929 in Mitcham, England; † 16. Januar 2014 in Vancouver) war ein Germanist und Professor an der University of British Columbia. Schwerpunkt seiner Forschung war die deutschsprachige Literatur des Mittelalters. 

## Leben
Nach einem Bachelor-Abschluss am King’s College in London im Jahr 1952 wurde Batts 1957 an der Albert-Ludwigs-Universität Freiburg promoviert. Nach Stationen in Mainz, Basel, Würzburg und Berkley wurde er im Jahr 1959 Mitglied am Department of German Studies der Universität von British Columbia. Er war geschäftsführender Direktor dieses Instituts in den Jahren 1968 bis 1980, Präsident der Kanadischen Vereinigung germanistischer Hochschuldozenten (Canadian Association of University Teachers of German), Herausgeber der Zeitschrift Seminar (1970–1980), Mitglied der Royal Society of Canada und von 1990 bis 1995 Präsident der Internationalen Vereinigung für Germanistik. Michael S. Batts wurde 1994 pensioniert.
Batts war seit 1959 verheiratet mit Misao Miriam Batts, geb. Yoshida. Das Paar hatte eine Tochter, Anna.

## Forschung
Von Michael S. Batts stammt eine 1971 erschienene großformatige synoptische Ausgabe der Handschriften des Nibelungenlieds. Die Ausgabe gibt den Text der drei wichtigsten Handschriften in einer eigenen Spalte wieder und die relevanten Abweichungen („Lesarten“) der übrigen Handschriften in einer vierten Spalte. 1993 erschien eine „Geschichte der deutschen Literaturgeschichten“, die den Zeitraum 1835 bis 1914 umfasst. Im Jahr 1998 erschien ein Überblick über die Geschichte der Germanistik an kanadischen Universitäten. 

## Schriften (Auswahl)
- Die Form der Aventiuren im Nibelungenlied. (Beiträge zur deutschen Philologie 29) Schmitz, Gießen 1961 (zugl. Diss. phil. Freiburg 1957)
- Studien zu Bruder Hansens Marienliedern. (Quellen und Forschungen zur Sprach- und Kulturgeschichte der germanischen Völker N.F. 14) de Gruyter, Berlin 1964
- Tristan and Isolde in Modern Literature: L’éternel retour, in: Seminar. A Journal of Germanic Studies, 5, 2, September 1969, University of Toronto Press doi:10.3138/sem.v5.2.79
- Das Nibelungenlied. Paralleldruck der Handschriften A, B und C nebst Lesarten der übrigen Handschriften. Niemeyer, Tübingen 1971
- Hg. mit Anthony W. Riley, Heinz Wetzel: Echoes and Influences of German Romanticism . Essays in honour of Hans Eichner. Peter Lang, Bern 1987
- A history of histories of German literature, 1835–1914. McGill-Queen’s University Press, Montreal 1993
- A brief survey of Germanic studies at Canadian universities from beginnings to 1995. (Kanadische Studien zur deutschen Sprache und Literatur, 44) Peter Lang, Bern 1998